# Сю Графтън
Сю Графтън (на английски: Sue Grafton) е американска сценаристка и писателка на произведения в жанра трилър и криминален роман.

## Биография и творчество
Сю Тейлър Графтън е родена на 24 април 1940 г. в Луисвил, Кентъки, САЩ, в семейството на писателя на няколко криминални романа Корнелиус Уорън Графтън. Майка ѝ се самоубива през 1960 г. сред като е оперирана от рак на хранопровода. След завършването на гимназията учи една година в Университета в Луисвил, после в Държавния учителски колеж в Западен Кентъки, и отново в университета в Луисвил, който завършва през 1961 г. с бакалавърска степен по английска филология със специализация по хуманитарни и изобразителните изкуства. В колежа е член на Pi Beta Phi.
След дипломирането си работи като болничен помощник, касиер и медицински секретар в Санта Моника и Санта Барбара, Калифорния.
Баща ѝ е привързан към криминалната литература и пише в свободното си време. Той ѝ преподава уроци по процеса на писане и редактиране и я подготвя за писателка. Вдъхновена от него тя започва да пише, когато е на 18 и завършва първия си роман четири години по-късно. Създава общо 7 ръкописа, от които са издадени само два, през 1967 и 1969 г., а останалите тя унищожава по-късно.
Романите ѝ нямат успех и тя се насочва към писането на сценарии. Работи като сценарист за телевизионни филми в следващите 15 години. Опитът ѝ като сценарист я учи на основите на структуриране на разказа, на писане на диалог и създаване на последователности от действия. По-късно, в сътрудничество със съпруга си Стивън Хъмфри тя адаптира и някои от романите на Агата Кристи.
След тежкия развод с втория си съпруг решава да пише криминални романи. Първият ѝ роман „А като Алиби“ от поредицата „Криминалният буквар на Кинси Милхоун“ е издаден през 1982 г. Главна героиня в поредицата е бившата полицайка Кинси Милхоун, която става частен детектив. Всички заглавия на романите са комбинация от една буква от азбуката и е една дума, с изключение на „X“. Романите от поредицата стават бестселъри. След излизането на романа G Is for Gumshoe тя напуска сценаристиката и се посвещава на писателската си кариера. Романът за последната буква Z от азбуката остава незавършен.
Писателката категорично отказва романите ѝ да бъдат адаптирани във филми в Холивуд. Направени са само два телевизионни филма в Япония.
За романите от поредицата е удостоена с три награди „Антъни“ и три награди „Шамус“. През 2004 г. получава литературната награда „Рос Макдоналд“ за цялостно творчество. Също за цялостно творчество.през 2008 г. получава наградата „Кристален кинжал“ Британската асоциация на писателите на криминални произведения, през 2009 г. наградата „Велик майстор“ от Асоциацията на писателите на трилъри на Америка, а през 2013 г. наградата „Баучеркон“.
Сю Графтън умира от рак на 28 декември 2017 г. в Санта Барбара, Калифорния, САЩ.

## Произведения

### Самостоятелни романи
- Keziah Dane (1967)
- The Lolly-Madonna War (1969)

### Серия „Криминалният буквар на Кинси Милхоун“ (Kinsey Millhone)
1. A is for Alibi (1982)
А като Алиби, изд.: ИК „Обсидиан“, София (1993), прев. Иванка Натова
2. B Is for Burglar (1985) – награда „Антъни“ и награда „Шамус“ за най-добър роман
Б като Блъф, изд.: ИК „Обсидиан“, София (1994), прев. Матуша Бенатова
3. C Is for Corpse (1986) – награда „Антъни“ за най-добър роман
4. D Is for Deadbeat (1987)
5. E Is for Evidence (1988)
6. F Is for Fugitive (1989)
7. G Is for Gumshoe (1989) – награда „Антъни“ и награда „Шамус“ за най-добър роман
8. H Is for Homicide (1991)
9. I Is for Innocent (1992)
10. J Is for Judgement (1993)
11. K Is for Killer (1994) – награда „Шамус“ за най-добър роман
12. L Is for Lawless (1995)
13. M Is for Malice (1996)
14. N Is for Noose (1998)
15. O Is for Outlaw (1999)
16. P Is for Peril (2001) 
О като опасност, изд.: „ИнфоДАР“, София (2003), прев. Милена Чолакова
17. Q Is For Quarry (2002)
Ж като жертва, изд.: „ИнфоДАР“, София (2003), прев. Валерия Маринова
18. R Is for Ricochet (2004)
19. S Is for Silence (2005)
20. T Is for Trespass (2007)
21. U Is for Undertow (2009)
22. V Is For Vengeance (2011)
23. W is for Wasted (2013)
24. X (2015)
25. Y is for Yesterday (2017)

### Документалистика
- Writing Mysteries (2002)

### Екранизации
- 1973 Lolly-Madonna XXX
- 1975 Rhoda тв сериал, 1 епизод
- 1979 Walking Through the Fire
- 1979 Sex and the Single Parent
- 1980 Nurse
- 1980 Mark, I Love You
- 1981 – 1982 Nurse – тв сериал, 25 епизода
- 1982 – 1983 Seven Brides for Seven Brothers – тв сериал, 20 епизода
- 1983 A Caribbean Mystery
- 1983 A Killer in the Family
- 1983 Sparkling Cyanide
- 1985 Love on the Run
- 1986 Кентървилският призрак, The Canterville Ghost
- 1987 Tonight's the Night
- 1988 Kako kara no koe – по романа „Б като Блъф“
- 1989 Wangan ni kieta onna – по романа „D Is for Deadbeat“